# Mijaíl Kovaliov
El Coronel General Mijaíl Prokófievich Kovaliov en ruso: Михаил Прокофьевич Ковалёв (7 de julio de 1897 - 31 de agosto de 1967) fue un oficial soviético.
Mijaíl Kovaliov nació en una familia campesina en la stanitsa Briujovétskaya, Krai de Krasnodar. En 1915, se alistó en el Ejército Ruso. Tras graduarse en la escuela de Práporshchiks, Kovaliov luchó en la Primera Guerra Mundial, en la que comandó sucesivamente un pelotón (polurota), una compañía, y finalmente un batallón. Al estallar la Revolución de Octubre ostentaba el rango de capitán, y durante la posterior Guerra Civil Rusa alcanzó en el Ejército Rojo el mando de un regimiento, y posteriormente una brigada. Combatió contra los Rusos Blancos de Antón Denikin, Piotr Wrangel y la rebelión campesina de Tambov liderada por Aleksandr Antónov.
Kovaliov fue el comandante del Distrito Militar de Kiev desde 1937 hasta 1938, momento en que pasó a hacerse cargo del Distrito Militar de Bielorrusia. Fue el comandante del Frente de Bielorrusia durante la Invasión soviética de Polonia de 1939. Posteriormente ejerció de comandante del 15.º Ejército durante la Guerra de Invierno (1939 - 1940). Fue comandante del Distrito Militar de Járkov, y posteriormente Inspector de Infantería para el Comandante del Ejército Rojo en el Frente Transbaikálico durante 1941.
En julio de 1945, se convirtió en vicecomandante (en ruso: заместитель командующего, zamestítel kománduyuschego) del Frente de Transbaikal, y participó en las acciones militares contra Japón. Desde 1949 ejerció de vicecomandante del Distrito Militar de Leningrado. Kovaliov se retiró en 1955, y murió en Leningrado en 1967.